# Atsuhiro Miura
Atsuhiro Miura (三浦 淳寛 Miura Atsuhiro?,  nacido el 24 de julio de 1974 en Ōita, Ōita) es un exfutbolista japonés. Jugaba de centrocampista y su último club fue el Yokohama F.C. de Japón.
Disputó 25 encuentros y marcó un gol para el seleccionado nacional japonés entre 1999 y 2005. También formó parte de Japón en los Juegos Olímpicos de Sídney 2000.

## Estadística de club
| Rendimiento de club | Rendimiento de club | Rendimiento de club | Liga     | Liga  | Copa               | Copa               | Copa de la liga | Copa de la liga | Total    | Total |
| Año                 | Club                | Liga                | Partidos | Goles | Partidos           | Goles              | Partidos        | Goles           | Partidos | Goles |
| Japón               | Japón               | Japón               | Liga     | Liga  | Copa del Emperador | Copa del Emperador | Copa J. League  | Copa J. League  | Total    | Total |
| ------------------- | ------------------- | ------------------- | -------- | ----- | ------------------ | ------------------ | --------------- | --------------- | -------- | ----- |
| 1994                | Yokohama Flügels    | J1 League           | 0        | 0     | 0                  | 0                  | 0               | 0               | 0        | 0     |
| 1995                | Yokohama Flügels    | J1 League           | 51       | 6     | 2                  | 1                  | -               | -               | 53       | 7     |
| 1996                | Yokohama Flügels    | J1 League           | 30       | 3     | 2                  | 0                  | 14              | 0               | 46       | 3     |
| 1997                | Yokohama Flügels    | J1 League           | 32       | 3     | 5                  | 2                  | 10              | 1               | 47       | 6     |
| 1998                | Yokohama Flügels    | J1 League           | 32       | 10    | 5                  | 0                  | 3               | 2               | 40       | 12    |
| 1999                | Yokohama F. Marinos | J1 League           | 29       | 2     | 3                  | 0                  | 6               | 0               | 38       | 2     |
| 2000                | Yokohama F. Marinos | J1 League           | 26       | 5     | 1                  | 0                  | 3               | 0               | 30       | 5     |
| 2001                | Tokyo Verdy 1969    | J1 League           | 22       | 3     | 0                  | 0                  | 2               | 0               | 24       | 3     |
| 2002                | Tokyo Verdy 1969    | J1 League           | 8        | 1     | 0                  | 0                  | 0               | 0               | 8        | 1     |
| 2003                | Tokyo Verdy 1969    | J1 League           | 26       | 2     | 3                  | 0                  | 4               | 1               | 33       | 3     |
| 2004                | Tokyo Verdy 1969    | J1 League           | 23       | 4     | 1                  | 0                  | 0               | 0               | 24       | 4     |
| 2005                | Vissel Kobe         | J1 League           | 25       | 6     | 2                  | 0                  | 0               | 0               | 27       | 6     |
| 2006                | Vissel Kobe         | J2 League           | 46       | 15    | 0                  | 0                  | -               | -               | 46       | 15    |
| 2007                | Vissel Kobe         | J1 League           | 5        | 0     | 0                  | 0                  | 1               | 0               | 6        | 0     |
| 2007                | Yokohama FC         | J1 League           | 9        | 0     | 1                  | 0                  | 0               | 0               | 10       | 0     |
| 2008                | Yokohama FC         | J2 League           | 37       | 2     | 2                  | 0                  | -               | -               | 39       | 2     |
| 2009                | Yokohama FC         | J2 League           | 24       | 3     | 1                  | 0                  | -               | -               | 25       | 3     |
| 2010                | Yokohama FC         | J2 League           | 2        | 0     | 0                  | 0                  | -               | -               | 2        | 0     |
| País                | Japón               | Japón               | 427      | 65    | 25                 | 3                  | 43              | 4               | 495      | 72    |
| Total               | Total               | Total               | 427      | 65    | 25                 | 3                  | 43              | 4               | 495      | 72    |

## Equipo nacional
- Copa América 1999 en Paraguay integrante del Grupo A junto al anfitrión u organizador de dicho torneo Perú y Bolivia.
- Copa Asiática 2000 (Campeón) en El Líbano
- Copa Asiática 2004 (Campeones)
- Copa Confederaciones 2005 en Alemania

## Estadística de equipo nacional
| Selección de Japón | Selección de Japón | Selección de Japón |
| Año                | Part.              | Goles              |
| ------------------ | ------------------ | ------------------ |
| 1999               | 5                  | 1                  |
| 2000               | 8                  | 0                  |
| 2001               | 3                  | 0                  |
| 2002               | 0                  | 0                  |
| 2003               | 1                  | 0                  |
| 2004               | 6                  | 0                  |
| 2005               | 2                  | 0                  |
| Total              | 25                 | 1                  |

### Participaciones en Copa América
| Copa              | Sede     | Resultado    | Partidos | Goles |
| ----------------- | -------- | ------------ | -------- | ----- |
| Copa América 1999 | Paraguay | Primera fase | 3        | 1     |

### Participaciones en Juegos Olímpicos
| Juegos Olímpicos         | Sede   | Resultado        | Partidos | Goles |
| ------------------------ | ------ | ---------------- | -------- | ----- |
| Juegos Olímpicos de 2000 | Sídney | Cuartos de final | 3        | 0     |

### Participaciones en Copa Asiática
| Copa               | Sede   | Resultado | Partidos | Goles |
| ------------------ | ------ | --------- | -------- | ----- |
| Copa Asiática 2000 | Líbano | Campeón   | 2        | 0     |
| Copa Asiática 2004 | China  | Campeón   | 0        | 0     |

### Participaciones en Copa Confederaciones
| Copa                      | Sede                | Resultado    | Partidos | Goles |
| ------------------------- | ------------------- | ------------ | -------- | ----- |
| Copa Confederaciones 2001 | Corea del Sur Japón | Subcampeón   | 2        | 0     |
| Copa Confederaciones 2005 | Alemania            | Primera fase | 0        | 0     |

## Palmarés

### Títulos nacionales
| Título             | Club             | País  | Año  |
| ------------------ | ---------------- | ----- | ---- |
| Copa del Emperador | Yokohama Flügels | Japón | 1998 |
| Copa del Emperador | Tokyo Verdy 1969 | Japón | 2004 |

### Títulos internacionales
| Título              | Club (*)           | Sede     | Año  |
| ------------------- | ------------------ | -------- | ---- |
| Recopa de la AFC    | Yokohama Flügels   | Sharjah  | 1995 |
| Supercopa de la AFC | Yokohama Flügels   | Yokohama | 1995 |
| Copa Asiática       | Selección de Japón | Beirut   | 2000 |
| Copa Asiática       | Selección de Japón | Pekín    | 2004 |

(*) Incluyendo la Selección

### Distinciones individuales
| Distinción                              | Año  |
| --------------------------------------- | ---- |
| Premio Nuevo Héroe de la Copa J. League | 1997 |